# Iberococcus andalusicus
Iberococcus andalusicus är en insektsart som beskrevs av Gómez-menor Ortega 1928. Iberococcus andalusicus ingår i släktet Iberococcus och familjen ullsköldlöss.
Artens utbredningsområde är Spanien. Inga underarter finns listade i Catalogue of Life.